# بالینت کوپاس
بالینت کوپاس (مجاری: Bálint Kopasz؛ زادهٔ ۲۰ ژوئن ۱۹۹۷) قایقران کانو اهل مجارستان است.
وی در مسابقات کشوری و بین‌المللی در مجموع برندهٔ ۶ مدال طلا، ۱ مدال نقره، ۳ مدال برنز شده‌است.